# ハマヒバリ

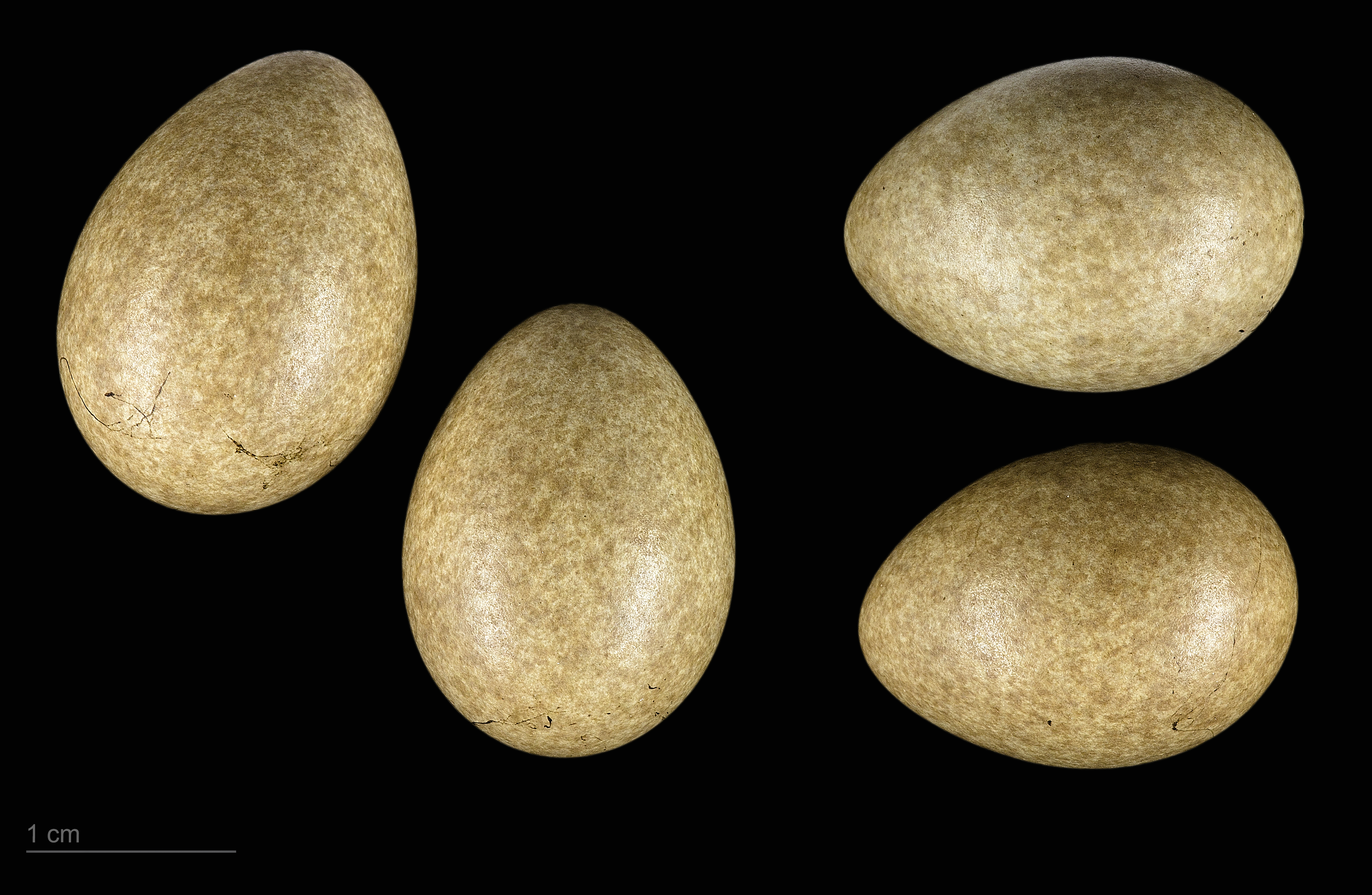
Eremophila alpestris flava

ハマヒバリ（浜雲雀、学名：Eremophila alpestris）は、スズメ目ヒバリ科に分類される鳥類の一種である。

## 分布
ユーラシア大陸から北アメリカにかけてのツンドラ地帯や、中央アジア、モンゴル、中国北部等の乾燥地帯、アラスカ、カナダ等の地域で繁殖し、冬期はトルコ、イラン、パキスタン、中国西北部、アメリカ、メキシコに渡って越冬する。
日本では数は少ないが冬鳥として渡来し、北海道から九州までの各地で記録がある。通常は、1羽から3羽程度が観察される。

## 形態
全長約16cm。頭頂から背、翼、尾までの上面は淡褐色で、頭部は黄色い。眼先から頬にかけて太い黒い線が走っている。体の下面はやや汚れた白色。上胸に喉に向かう帯状の黒い斑がある。後頭部に角のように伸びた冠羽が左右に一本ずつあることが、他ヒバリ類と見分けるポイントとなる。雌雄同色である。

## 生態
越冬地では、干拓地、砂浜、川原、草地などの開けた土地に生息する。地上で植物の種子等を採食する。
ツンドラ地帯や山岳地帯の岩陰の地面の窪みに、枯れ草や植物の茎などを使って椀状の巣を作る。内部には動物の毛や植物の繊維を敷いてある。1腹2-7個の卵を産み、抱卵期間は10-14日である。抱卵は雌のみが行う。
地鳴きは「ピリ　ピリ」「チュイ　チュイ」など。